# Sigma Aurigae
Sigma Aurigae (σ Aur / σ Aurigae) è una stella gigante arancione di magnitudine 5,01 situata nella costellazione dell'Auriga. Dista 466 anni luce dal sistema solare.

## Osservazione
Si tratta di una stella situata nell'emisfero celeste boreale. La sua posizione moderatamente boreale fa sì che questa stella sia osservabile specialmente dall'emisfero nord, in cui si mostra alta nel cielo nella fascia temperata; dall'emisfero australe la sua osservazione risulta invece più penalizzata, specialmente al di fuori della sua fascia tropicale. La sua magnitudine pari a 5 fa sì che possa essere scorta solo con un cielo sufficientemente libero dagli effetti dell'inquinamento luminoso.
Il periodo migliore per la sua osservazione nel cielo serale ricade nei mesi compresi fra fine ottobre e aprile; nell'emisfero nord è visibile anche per un periodo maggiore, grazie alla declinazione boreale della stella, mentre nell'emisfero sud può essere osservata limitatamente durante i mesi dell'estate australe.

## Caratteristiche fisiche
La stella è una gigante arancione; possiede una magnitudine assoluta di -0,98 e la sua velocità radiale negativa indica che la stella si sta avvicinando al sistema solare. Ha una compagna di undicesima magnitudine a 8,7 di distanza, che corrispondono, se effettivamente questa è legata fisicamente alla principale, a 1245 UA.